# Milon III de Tonnerre
Milon III de Tonnerre (c. 915 Tonnerre, Yonne, Borgonha, França - 987) foi Conde de Tonnerre, que atualmente corresponde comuna francesa na região administrativa da Borgonha, no departamento Yonne.

## Relações familiares
Foi filho de Guido I de Tonnerre (875 -?) e de Adèle de Salins, filha de Mayeul de Narbona (c. 845 -?), Visconde de Narbona e de Raimunda. Foi casado com Ingeltrude de Brienne (c. 925 -?), filha de Engelberto I de Brienne (c. 900 - 969) e de Wandelmode Salins, de quem teve:
1. Guido II de Tonnerre (c. 945 Tonnerre, Yonne, Borgonha, França - 992) foi Conde de Tonnerre[2]